# Миниери (Прахова)
Миниери (рум. Minieri) насеље је у Румунији у округу Прахова у општини Филипештиј де Падуре. Oпштина се налази на надморској висини од 286 m.

## Становништво
Према подацима из 2002. године у насељу је живело 1378 становника, од којих су сви румунске националности.